# Celmisia markii
Celmisia markii là một loài thực vật có hoa trong họ Cúc. Loài này được W.G.Lee & Given mô tả khoa học đầu tiên năm 1985.